# Nephodia pellucida
Nephodia pellucida är en fjärilsart som beskrevs av Paul Dognin 1900. Nephodia pellucida ingår i släktet Nephodia och familjen mätare. Inga underarter finns listade i Catalogue of Life.